# 迷Q!?-迷宮-MAKE★YOU-
「迷Q!?-迷宮-MAKE★YOU-」（めいキュー!? -めいきゅう メイクユー-）は、岸本早未のデビューシングル。

## 解説
- リリース日は岸本の16歳の誕生日である。
- TBS系アニメ『探偵学園Q』のオープニングテーマとして起用され、オリコン15位を記録するヒットとなった。現時点ではシングル、アルバム通じて自身最大のセールスであり最高順位である。6月25日付のオリコンディリーチャートは、10位を記録した。

## 収録曲
1. 迷Q!?-迷宮-MAKE★YOU-
作詞:AZUKI七　作曲:大野愛果　編曲:尾城九龍
2. OPEN YOUR HEART
作詞:AZUKI七　作曲:村田浩一・加藤功美　編曲:小澤正澄
3. 迷Q!?-迷宮-MAKE★YOU-(Instrumental)

## 収録アルバム
- 迷宮 (M-01, M-02)
- コンピレーションアルバム「GIZA studio Masterpiece BLEND 2003」 (M-01)
- コンピレーションアルバム「It's TV SHOW!!」 (M-01)
- コンピレーションアルバム「GIZA studio 10th Anniversary Masterpiece BLEND 〜FUN Side〜」 (M-01)
- コンピレーションアルバム「BEST HIT BEING」 (M-01)
- コンピレーションアルバム「GIZA studio presents -Girls-」 (M-01)